# Crataegus mendosa
Crataegus mendosa — вид квіткових рослин із родини трояндових (Rosaceae).

## Біоморфологічна характеристика
Це дерево чи кущ 30–60 дм заввишки. Нові гілочки червонувато-зелені, 1-річні блискучі червонуваті або пурпурувато-коричневі, старші темно- або тьмяно-сірі; колючки на гілочках відсутні чи мало чи численні, прямі чи злегка зігнуті, 1-річні червонувато-чорні, 2-річні чорнуваті, дрібні, 2–5 см. Листки: ніжки листків 30–50% довжини пластини, рідко залозисті; листові пластини зверху темно-зелені, від широко довгастих до еліптичних чи вузько-яйцюватих, 4–7 см, основа клиноподібна, часточок 0 чи 1–3 на кожному боці, краї городчаті чи городчато-зубчасті, верхівка субгостра. Суцвіття 4–7-квіткові. Квітки 14–17 мм у діаметрі; чашолистки трикутні, значно коротші від пелюсток; пиляки рожеві чи рожево-пурпурні. Яблука жовто-зелені з рожевим або лососевим рум'янцем або червоні, від майже кулястих до широко-еліпсоїдних, 8–10 мм у діаметрі. Період цвітіння: березень і квітень; період плодоношення; вересень — листопад.

## Ареал
Зростає у південно-східній частині США (Флорида, Алабама, Джорджія, Міссісіпі, Південна Кароліна, Техас).
Населяє узлісся, вирубки лісів, чагарники; на висотах 20–200 метрів.